# Paul Bogle

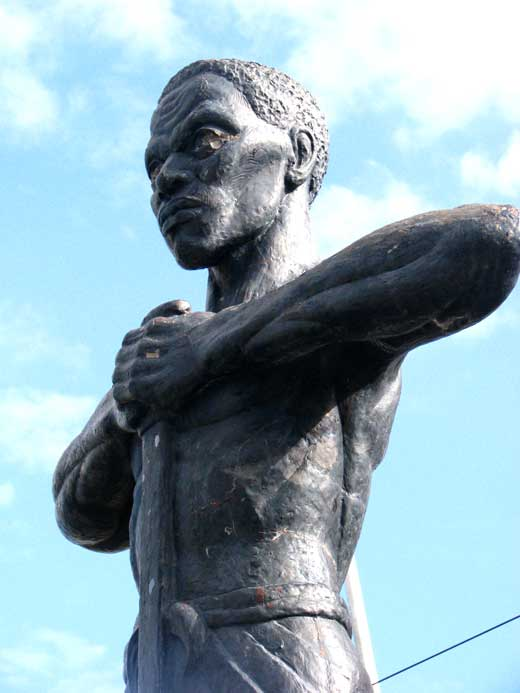
Paul Bogle-Statue in Jamaica

Paul Bogle (* zwischen 1815 und 1820; † Oktober 1865) war ein baptistischer Diakon in der Gegend um Morant Bay auf Jamaika. 1865 führte er den Morant-Bay-Aufstand an, nach dessen Ende er gefangen genommen und hingerichtet wurde.  Er ist einer der sieben Nationalhelden Jamaikas, sein voller Titel lautet The Right Excellent Paul Bogle.

## Leben
Bogle wurde zur Zeit der Sklaverei geboren, deren offizielles Ende er 1834 miterlebte. Die Befreiung brachte den ehemaligen Sklaven jedoch nicht die erhoffte Verbesserung ihrer Situation. Die meisten lebten in großer Armut, ohne die finanziellen Mittel, die ihnen eine Teilnahme an Wahlen erlaubt hätten. Bogle, einer von nur 106 Wählern in Saint Thomas, half der Bevölkerung und begann einen Aufstand vorzubereiten. Unterstützt wurde er von seinem Bruder und dem Prediger James Maclaren. Sein Nachbar, der wohlhabende George William Gordon, bestärkte ihn und seine Mitstreiter, auch wenn er mit dem Aufstand selbst nur wenig zu tun hatte.
Der Aufstand brach am 11. Oktober 1865 aus, wurde aber binnen einer Woche von Regierungstruppen blutig niedergeschlagen. Bogle wurde am 24. Oktober verhaftet und noch im selben Monat zusammen mit 353 weiteren Aufständischen sowie George William Gordon hingerichtet. Auf diese Geschehnisse erfolgte die Abberufung des Gouverneurs Edward John Eyre und damit eine Verbesserung der Lebensumstände auf Jamaika.

## Würdigung
Bogle wird von mehreren Künstlern in ihren Songs erwähnt, unter anderem von Bob Marley in So Much Things To Say im Album Exodus.
Heute kümmert sich die Paul Bogle Foundation in Yallahs, St. Thomas, um sein Andenken.